# آتارفه
آتارفه (به اسپانیایی: Atarfe) یک دهستان در اسپانیا است که در استان گرانادا واقع شده‌است. آتارفه ۴۷ کیلومتر مربع مساحت و ۱۶٬۴۳۲ نفر جمعیت دارد و ۶۰۲ متر بالاتر از سطح دریا واقع شده‌است.

## خواهرخوانده
شهر Bir Gandus خواهرخواندهٔ آتارفه هست.